# Lentinan
Lentinan là một loại polysacarit được phân lập từ thân quả của nấm shiitake (Lentinula edodes mycelium).

## Hóa học
Lentinan là một beta-1,3 beta-glucan với phân nhánh β-1,6. Nó có trọng lượng phân tử 500.000 Da và vòng quay cụ thể là + 14-22 ° (NaOH).

## Nghiên cứu

### Nghiên cứu tiền lâm sàng
Một thí nghiệm in vitro cho thấy lentinan kích thích sản xuất các tế bào bạch cầu trong dòng tế bào người U937. Lentinan được cho là không hoạt động ở người khi dùng đường uống và do đó được tiêm tĩnh mạch. Các tác giả của một nghiên cứu in vivo về lentinan cho rằng hợp chất này có thể hoạt động khi dùng đường uống ở chuột.

### Thử nghiệm lâm sàng ở người
Lentinan là đối tượng của một số nghiên cứu lâm sàng hạn chế ở bệnh nhân ung thư ở Nhật Bản; tuy nhiên, bằng chứng về hiệu quả còn thiếu.

### Tác dụng phụ
Lentinan đã được báo cáo là nguyên nhân gây viêm da nấm shiitake.